# Négyzetmentes szám
A számelméletben a négyzetmentes számok azok a természetes számok, amelyek nem oszthatók 1-nél nagyobb szám négyzetével.
Az első néhány négyzetmentes szám:
1, 2, 3, 5, 6, 7, 10, 11, 13, 14, 15, 17, 19, 21, 22, 23, 26, 29, 30, 31, 33, 34, 35, 37, 38, 39, 41, 42, …

## Tulajdonságaik
Egy n természetes szám pontosan akkor négyzetmentes, ha prímtényezős felbontásában minden prímszám első hatványon szerepel. Úgy is mondhatjuk, hogy n különböző prímek szorzata. Hogyha p prím, és osztója n-nek, akkor p nem osztója n/p-nek. Egy további ekvivalens meghatározás, hogy ha n=ab, akkor a és b relatív prímek.
A μ(n) Möbius-függvény pontosan akkor nem 0, ha n négyzetmentes.
Egy egész szám radikálja mindig négyzetmentes. Egy egész szám akkor és csak akkor egyezik meg radikáljával, ha négyzetmentes.
Egy n szám akkor és csak akkor négyzetmentes, ha minden n rendű Abel-csoport izomorf. Az izomorfia erejéig egyértelmű csoport ciklikus. Ez a végesen generált Abel-csoportok alaptételének következménye.
Egy n szám akkor és csak akkor négyzetmentes, ha a Z / nZ gyűrű testek szorzata. Ez következik a kínai maradéktételből és abból következik, hogy Z / kZ akkor és csak akkor test, ha k prím.
Minden pozitív számra a szám pozitív osztói disztributív hálót alkotnak az oszthatósággal, mint rendezéssel. Ez akkor és csak akkor Boole-algebra, ha a szám négyzetmentes.

## Dirichlet-generátorfüggvény
A négyzetmentes számok Dirichlet-generátorfüggvénye
{\displaystyle {\frac {\zeta (s)}{\zeta (2s)}}=\sum _{n=1}^{\infty }{\frac {|\mu (n)|}{n^{s}}}} ahol ζ(s) a Riemann-féle zéta-függvény.
Ez látható az Euler-szorzatból:
{\displaystyle {\frac {\zeta (s)}{\zeta (2s)}}=\prod _{p}{\frac {(1-p^{-2s})}{(1-p^{-s})}}=\prod _{p}(1+p^{-s}).}

## A négyzetmentes számok eloszlása
Ha Q(x) jelöli a négyzetmentes számok számát 1 és x között, akkor
{\displaystyle Q(x)={\frac {6x}{\pi ^{2}}}+O({\sqrt {x}})}
(lásd π és O jelölés). A négyzetmentes számok sorozatának sűrűsége tehát
{\displaystyle \lim _{x\to \infty }{\frac {Q(x)}{x}}={\frac {6}{\pi ^{2}}}={\frac {1}{\zeta (2)}}}
ahol ζ a Riemann-féle zéta-függvény. Ezt 1885-ben Gegenbauer bizonyította.
Ebből az is levezethető, hogy végtelen sokszor teljesül, hogy 3 egymásutáni pozitív egész mindegyike négyzetmentes.
Bizonyítás: tegyük fel indirekten, hogy ez nem igaz, ekkor {\displaystyle 4n,4n+1,4n+2,4n+3} közül az első biztos nem négyzetmentes, hiszen osztható 4-gyel, a másik három közül pedig csak legfeljebb 2 lehet négyzetmentes az indirekt feltevés miatt, de akkor a négyzetmentes számok sűrűsége legfeljebb {\displaystyle {\frac {2}{4}}} lenne, ami kisebb, mint {\displaystyle {\frac {6}{\pi ^{2}}}}. Az ellentmondás bizonyítja az állítást.
Hasonlóan, ha Q(x,n) jelöli az n-edik hatványmentes számok számát x-ig, akkor
{\displaystyle \lim _{x\to \infty }{\frac {Q(x,n)}{x}}={\frac {1}{\zeta (n)}}.}

## Kódolás bináris számokként
A négyzetmentes számok felírhatók, mint:
{\displaystyle \prod _{n=0}^{\infty }{p_{n+1}}^{a_{n}},a_{n}\in \lbrace 0,1\rbrace ,{\text{ és }}p_{n}{\text{ az }}n{\text{. prím}}.}
Tekinthetjük az {\displaystyle a_{n}} számokat egy kettes számrendszerbeli szám jegyeinek:
{\displaystyle \sum _{n=0}^{\infty }{a_{n}}\cdot 2^{n}}
Például a 42 négyzetmentes, és felbontása 2 × 3 × 7; végtelen szorzatként
 · 50 · 71 · 110 · 130 · ...; Így a megfelelő kettes számrendszerbeli szám ...001011, ami tízes számrendszerben 11.
A számelmélet alaptétele kimondja, hogy egy egész prímtényezős felbontása lényegében egyértelmű, ezért a fenti kódolás is egyértelmű. Megfordítva, minden pozitív egész szám dekódolható négyzetmentes számként, mivel a kettes számrendszerbeli reprezentáció is egyértelmű.
Például, ha most ismét a 42-ből indulunk ki, akkor ennek kettes számrendszerbeli alakja 101010. Innen a hozzá rendelt négyzetmentes szám 20 · 31 · 50 · 71 · 110 · 131 = 3 × 7 × 13 = 273.
A dekódolt négyzetmentes számok nagysága alapján a pozitív egészek permutációját kapjuk. Lásd A019565, A048672 és A064273.

## Sejtések
Erdős sejtette, hogy a középső binomiális együttható:
n>4 esetén sohasem négyzetmentes. Elég nagy egészekre belátta Sárközy András 1985-ben, és 1996-ban igazolta Olivier Ramaré és Andrew Granville.
Egy ma még nyitott sejtés szerint minden Fermat-szám négyzetmentes.

## Négyzetmentes mag
A {\displaystyle \mathrm {core} _{t}(n)} multiplikatív függvény a pozitív egész számokhoz (n) a t-mentes számokat rendeli, ahol a prímhatványok kitevőit modulo t tekinti:
{\displaystyle \mathrm {core} _{t}(p^{e})=p^{e\mod t}.}
Speciálisan, a {\displaystyle \mathrm {core} _{2}} értékkészlete a négyzetmentes számokból áll. Dirichlet-generátorfüggvényük
{\displaystyle \sum _{n\geq 1}{\frac {\mathrm {core} _{t}(n)}{n^{s}}}={\frac {\zeta (ts)\zeta (s-1)}{\zeta (ts-t)}}}.
Az OEIS-ben  A007913 (t=2),  A050985 (t=3) és  A053165 (t=4).

## Fordítás
Ez a szócikk részben vagy egészben  a   Square-free integer című angol Wikipédia-szócikk fordításán alapul.  Az eredeti cikk szerkesztőit annak laptörténete sorolja fel. Ez a jelzés csupán a megfogalmazás eredetét és a szerzői jogokat jelzi, nem szolgál a cikkben szereplő információk forrásmegjelöléseként.